# Caloocan
Caloocan, oficial Orașul Caloocan (în tagalog: Lungsod ng Caloocan), sau pur și simplu cunoscut sub numele de Caloocan City, este un oraș de înaltă clasa I din Metro Manila, Filipine. Conform recensământului din 2015, acesta are o populație de 1.583.7878 de persoane, ceea ce îl face al patrulea cel mai populat oraș din Filipine.
Este împărțit în două locații geografice, cu o suprafață totală combinată de 5.333,40 hectare. În trecut, aceasta făcea parte din provincia Rizal din regiunea sud-vestită a Filipinelor, în Luzon. Numele orașului este scris colocvial ca Kalookan. Cuprinde ceea ce este cunoscută sub denumirea de zona CAMANAVA împreună cu orașele Malabon, Navotas și Valenzuela.
Cuvântul caloocan provine de la cuvântul rădăcină tagalog lo-ok; kalook-lookan (sau kaloob-looban) înseamnă „zona cea mai interioară”. Caloocanul de Sud este mărginit de Manila, Quezon City, Malabon, Navotas și Valenzuela. Nordul Caloocanului își împarte frontiera cu Quezon City, Valenzuela și Marilao, Meycauayan și San Jose del Monte din provincia Bulacan.

## Legături externe
- Site web oficial
- History of Caloocan City, Philippines
- Date geografice legate de Caloocan la OpenStreetMap